# Liste der Naturdenkmale in Peterslahr
Die Liste der Naturdenkmale in Peterslahr nennt die im Gemeindegebiet von Peterslahr ausgewiesenen Naturdenkmale (Stand 15. Februar 2024).

## Naturdenkmale
| Nr.         | Bezeichnung | Lage                                                      | Beschreibung | Bild            |
| ----------- | ----------- | --------------------------------------------------------- | ------------ | --------------- |
| ND-7132-419 | Bildeiche   | südöstlich des Ortes; Distrikt Auf den Bildgeseichen Lage | Quercus sp.  | Fotos hochladen |

## Ehemalige Naturdenkmale
| Nr.         | Bezeichnung | Lage                                | Beschreibung                             | Bild                                    |
| ----------- | ----------- | ----------------------------------- | ---------------------------------------- | --------------------------------------- |
| ND-7132-398 | Alte Eiche  | Wiedtalstraße, gegenüber Nr. 9 Lage | Quercus sp.; Rechtsverordnung aufgehoben | Direkt Bild zu diesem Denkmal hochladen |